# Piper pachyphloium
Piper pachyphloium är en pepparväxtart som beskrevs av C. Dc.. Piper pachyphloium ingår i släktet Piper och familjen pepparväxter. Inga underarter finns listade i Catalogue of Life.